# Pavetta elliottii
Pavetta elliottii är en måreväxtart som beskrevs av Karl Moritz Schumann och Kurt Krause. Pavetta elliottii ingår i släktet Pavetta och familjen måreväxter.
Artens utbredningsområde är Kenya.

## Underarter
Arten delas in i följande underarter:
- P. e. elliottii
- P. e. trichocalyx